# Церковь Святой Доротеи
Церковь Святой Доротеи — утраченный лютеранский храм в Павловске.
Церковь была построена в 1794 году по проекту Юрия Фельтена для немцев, которых было много среди слуг Павловского имения. Церковь была деревянной, похожей на балтийские кирхи. Основной объём — параллелепипед с немного выдвинутым вперёд выступом главного входа со стороны главного, западного фасада. Здание было чуть выше над выступом и завершалось лучковым фронтоном. Вход был также оформлен портиком с колоннами и пилястрами коринфского ордера. Боковые фасады членились лопатками, между ними располагались широкие окна с полукруглыми завершениями.
В церкви стоял орган Мюллерштадта, при ней находилось училище.
В 1821 году состоялся ремонт и малая перестройка церкви. Здание сгорело в первый раз в 1875 году, отстроено вновь в 1877 году (архитектор Иван Яковлевич Потолов). Долгое время была единственным деревянным памятником архитектуры Павловска, сохранившим свой вид.
В 1935 году церковь закрыли, в ней работал дом пионеров. Во время Великой Отечественной войны здание разрушили, после войны восстановили, разместив сперва артель инвалидов, затем — филиал фабрики кожгалантереи им. Бебеля. После 1970 года, когда фабрика оставила здание, в нём случилось несколько пожаров. Кирха была разобрана в 1992 году из-за аварийного состояния с закладкой на её месте нового фундамента; дальнейшее строительство было остановлено из-за отсутствия финансирования. В 2013 году планировалось восстановление и передача прав лютеранской церкви Ингрии.